# 太田 (木更津市)
太田（おおだ）は、千葉県木更津市の木更津地区にある町丁。現行行政地名は太田一丁目から太田四丁目。郵便番号は292-0044。

## 概要
木更津駅から約1kmほどにあり、北部には国道16号が東西を貫く。太田一丁目から太田四丁目の住居表示が実施されている。

## 地理
木更津市の中央部にある。北は長須賀及び清見台、東は東太田、南は請西、西は大和・東中央・木更津及び朝日と接している。

## 歴史

### 地名の由来
「合処（おおた）」で川の合流地という意味。

## 世帯数・人口
2022年4月1日現在の世帯数及び人口の詳細は以下の通りである。
| 町丁字     | 世帯数    | 人口    | 面積    |
| ---------- | --------- | ------- | ------- |
| 太田一丁目 | 287世帯   | 541人   | 10.48ha |
| 太田二丁目 | 224世帯   | 430人   | 27.47ha |
| 太田三丁目 | 227世帯   | 423人   | 9.88ha  |
| 太田四丁目 | 341世帯   | 707人   | 19.01ha |
| 合計       | 1,079世帯 | 2,101人 | 66.84ha |

## 通学区域
市立小学校・市立中学校及び県立高等学校の通学区域は以下の通りである
| 町丁字     | 区域        | 小学校                 | 中学校                     | 高等学校 |
| ---------- | ----------- | ---------------------- | -------------------------- | -------- |
| 太田一丁目 | 1番から7番  | 木更津市立東清小学校   | 木更津市立木更津第三中学校 | 第9学区  |
| 太田一丁目 | 8番から15番 | 木更津市立清見台小学校 | 木更津市立太田中学校       | 第9学区  |
| 太田二丁目 | 全域        | 木更津市立清見台小学校 | 木更津市立太田中学校       | 第9学区  |
| 太田三丁目 | 全域        | 木更津市立清見台小学校 | 木更津市立太田中学校       | 第9学区  |
| 太田四丁目 | 全域        | 木更津市立清見台小学校 | 木更津市立太田中学校       | 第9学区  |

## 施設
- 太田山公園
  - きみさらずタワー
- ダイソー木更津太田店
- 業務スーパー木更津太田店
- マックスバリュ木更津太田店

## 交通

### 鉄道
- JR東日本内房線木更津駅

### バス
- 日東交通

### 道路
- 国道16号